# Joan Llort i Amenós
Joan Llort i Amenós (Guimerà, Urgell, 1859-1913) va ésser un hisendat i delegat de l'Assemblea de Manresa (1892).